# Archispirostreptus sanctus
Archispirostreptus sanctus är en mångfotingart som beskrevs av Filippo Silvestri 1897. Archispirostreptus sanctus ingår i släktet Archispirostreptus och familjen Spirostreptidae. Inga underarter finns listade i Catalogue of Life.